# Becske, Nógrád
Becske  este un sat în districtul Balassagyarmat, județul Nógrád, Ungaria, având o populație de 592 de locuitori (2011). 

## Demografie
Componența etnică a satului Becske
     Maghiari (92,01%)
     Romi (7,99%)
Componența confesională a satului Becske
     Fără religie (8,11%)
     Necunoscută (90,54%)
     Alte religii (2,36%)
Conform recensământului din 2011, satul Becske avea 592 de locuitori. Din punct de vedere etnic, majoritatea locuitorilor (92,01%) erau maghiari, cu o minoritate de romi (7,99%). Nu există o religie majoritară, locuitorii fiind  și persoane fără religie (8,11%). Pentru 90,54% din locuitori nu este cunoscută apartenența confesională.